# Thornton (West Yorkshire)
Thornton is een plaats in het graafschap West Yorkshire, en heeft samen met het nabijgelegen Allerton een inwoneraantal van 15.003 (2001). Thornton ligt aan de westkant van Bradford, nog altijd van Bradford gescheiden door groen. Wel hoort het tot de bestuurlijke eenheid "metropolitan borough" van Bradford. Het behouden oude deel van Thornton is een typisch stadje uit het Penninisch Gebergte, maar de omringende wijken zijn modern.

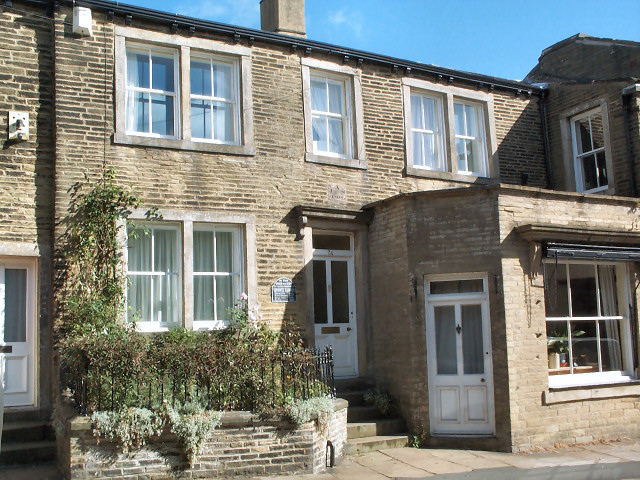
Geboortehuis van de gezusters Brontë

## Bekende inwoners van Thornton

### Geboren
- Charlotte Brontë (1816-1855), schrijfster
- Branwell Brontë (1817-1848), schrijver en schilder
- Emily Brontë (1818-1848), schrijfster
- Anne Brontë (1820-1849), schrijfster

### Overleden
- Willem van Aumale (ca.1101-1179), graaf van Aumale